# Haimhausen (Bawaria)
Haimhausen – miejscowość i gmina w Niemczech, w kraju związkowym Bawaria, w rejencji Górna Bawaria, w regionie Monachium, w powiecie Dachau. Leży około 10 km na północny wschód od Dachau, nad rzeką Amper, przy drodze B13.

## Dzielnice
- Amperpettenbach
- Haimhausen
- Hörgenbach
- Inhausen
- Inhauser Moos
- Maisteig
- Oberndorf
- Ottershausen
- Westerndorf

## Demografia
| Rok  | Liczba mieszk. |
| ---- | -------------- |
| 1970 | 2 423          |
| 1987 | 3 673          |
| 2000 | 4 495          |
| 2006 | 4 686          |

Dane o ludności z 31 grudnia 2008:
| Opis                                | Ogółem | Ogółem | Kobiety | Kobiety | Mężczyźni | Mężczyźni |
| ----------------------------------- | ------ | ------ | ------- | ------- | --------- | --------- |
| Jednostka                           | osób   | %      | osób    | %       | osób      | %         |
| Populacja                           | 4754   | 100    | 2385    | 50,17   | 2369      | 49,83     |
| Wiek przedprodukcyjny (0–17 lat)    | 981    | 20,64  | 481     | 10,12   | 500       | 10,52     |
| Wiek produkcyjny (18–65 lat)        | 3058   | 64,32  | 1515    | 31,87   | 1543      | 32,46     |
| Wiek poprodukcyjny (powyżej 65 lat) | 715    | 15,04  | 389     | 8,18    | 326       | 6,86      |

## Polityka
Wójtem gminy jest Peter Felbermeier z CSU, poprzednio urząd ten obejmował Torsten Wende, rada gminy składa się z 16 osób.
|      | CSU | SPD | ÜWG | Zieloni | FDP | Razem |
| 2008 | 9   | 3   | 2   | 2       | 16  |       |
| 2002 | 10  | 6   | -   | -       | 16  |       |